# 岩永美保
岩永 美保（いわなが みほ、1983年10月10日 - ）は、日本のダーツプレイヤーである。
ニックネームはMIHO（ミホ）。福岡県出身。ホームショップは大阪府のCross。

## 経歴
ダーツのプロツアー開催以前からアマチュアのツアーであるPHOENIX CIRCUITで年間総合1位を獲得するなど活躍しており、プロツアーのPERFECTに開催初年度の2007年より参戦する。2007年、開幕戦の千葉大会で優勝するとその後も順調にポイントを獲得し、同じくトリニダードに所属する宮本奈実、松本恵と接戦になりながらも、終始ランキング1位を譲らず、11戦3勝、2位2回、3位4回の成績で年間総合優勝を果たし、PERFECTの初代チャンピオンに輝いた。また、同年12月には日本最強地区を決める団体戦の砦に地区チームではなく、松本、宮本らと共に女性のみのチームとして参戦して、ベスト4で星野光正率いる前回優勝チームを破るなどの活躍を見せ、準優勝した。
2年目の2008年も序盤は宮本、松本らとの接戦となるが、第5戦から怒涛の6連勝で最終戦を待たずして優勝を決め、2連覇を達成する。終わってみれば12戦9勝で、2位の宮本に200ポイント近い大差を付けての圧勝だった。同年はプロアマ問わず参加可能なPHOENIX CUPでも優勝を重ねており、PHOENIX CUPなどが対象となる九州プレミアムサーキットでのランキングでも総合1位となった。また、12月にはD-CROWNの最終戦にも参加しており、優勝している。
2009年のPERFECTはまたも宮本、松本らとの接戦となる。中盤以降は宮本、松本らにリードを許し、最終戦を前にして宮本、松本らがベスト4に進出せずに岩永が優勝すれば総合優勝の可能性があるポイント差で3位につけたが、最終戦で3名ともベスト4に進出したため総合3位に終わった。また、3月に行われた第3回日本ソフトダーツ選手権にも参加しており、優勝している。
2010年も開幕戦の千葉大会から2位と順調な滑り出しを見せ、に勝ち星とポイントを積み重ねる。松本とランキング1位が何度も入れ替わる大接戦の展開だったが、1位の松本と9ポイント差の2位で最終戦を迎え、最終戦のベスト16で、松本との直接対決となり、これに敗れて総合2位となった。
2011年、第2戦の宮城大会の前日に東日本大震災があり、前日入りしていた岩永は他のプレイヤーと共に被災した。ツアーも震災の影響を大きく受ける中で行われ、岩永は開幕戦から予選落ちや決勝トーナメント初戦敗退などが続き、不調だったが、9月の第10戦岡山大会で約1年ぶりに優勝する。しかし、その後も予選落ちなどが続き、総合12位に終わった。
2012年も不調が続いたが、最終戦でベスト4に入り、3位と健闘し、総合12位となった。また、最終戦終了後に年内をもってプロ活動を休止することを発表した。

## ダーツ セッティング
- バレル:TRiNiDAD Oscar Type 2
- シャフト:L-style LARO サイレント C260 クリアピンク
- フライト:L-style Flight-L MIHOフライト クリアピンク スモール
- チップ:L-style リップポイント ホワイト

## 主な成績

### PERFECT
- 2007年　総合優勝、11戦3勝、2位2回、3位4回
  - 第1戦千葉優勝、第3戦岡山優勝、第6戦広島優勝
- 2008年　総合優勝（2連覇）、12戦9勝、3位1回
  - 第2戦宮城優勝、第3戦愛媛優勝、第5戦東京優勝、第6戦岐阜優勝、第7戦大阪優勝、第8戦岡山優勝、第9戦広島優勝、第10戦静岡優勝、第12戦東京優勝
- 2009年　総合3位、13戦2勝、2位2回、3位5回
  - 第3戦東京優勝、第12戦熊本優勝
- 2010年　総合2位、13戦2勝、2位3回、3位2回
  - 第6戦札幌優勝、第9戦新潟優勝
- 2011年　総合12位、12戦1勝
  - 第10戦岡山優勝
- 2012年　総合12位、17戦出場、3位1回
- 通算
  - 67戦17勝、2位7回、3位13回

### その他
- 2006 CLIMAX vol.3 プレミア3位、ダブルスA準優勝
- 2006 第6回ダーツカーニバル Heineken CUP（PHOENIX CIRCUIT）優勝
- 2006 PHOENIX TOURNAMENT 広島（PHOENIX CIRCUIT）優勝
- 2006 PHOENIX Summer Festival in 横浜（PHOENIX CIRCUIT）優勝
- 2006 PHOENIX CUP in大分 プレミア優勝
- 2006 PHOENIX TOURNAMENT 木更津 Autumn Festival（PHOENIX CIRCUIT）ダブルスA優勝
- 2006 PHOENIX TOURNAMENT 名古屋（PHOENIX CIRCUIT）優勝
- 2006 PHOENIX CIRCUIT in愛媛（PHOENIX CIRCUIT）優勝
- 2006 PHOENIX CUP in熊本（PHOENIX CIRCUIT）準優勝、ダブルスA優勝
- 2006 PHOENIX CIRCUIT 総合ランキング1位
- 2007 CLIMAX vol.4 プレミア優勝
- 2007 PHOENIX CUP in宮崎 プレミア優勝、ダブルスA優勝
- 2007 PHOENIX CUP in大分 プレミア3位
- 2007 PHOENIX TOURNAMENT 山口 プレミア優勝、ダブルスA 3位
- 2007 砦 団体戦準優勝
- 2008 USAGI 優勝
- 2008 SPRING FESTIBULL in愛媛 プレミア準優勝
- 2008 第8回ダーツカーニバル Heineken CUP プレミア準優勝、ダブルスAA準優勝
- 2008 SDF in山形 プレミア優勝
- 2008 SDF in札幌 プレミア優勝
- 2008 ZIMA CUP in大分 プレミア優勝
- 2008 T.D.P Darts Tournament in横浜 シングルス優勝、ダブルスDIVISION1 3位
- 2008 DJO Tournament in宇都宮 ダブルス Level5 優勝
- 2008 DJO Tournament in青森 Level MAX 3位
- 2008 SUNDAY ROYAL CLASSICS in青森 優勝
- 2008 PHOENIX CUP in北九州 プレミア優勝
- 2008 PHOENIX SHIZUOKA TOURNAMENT SUPER SINGLES 優勝
- 2008 PHOENIX CUP in熊本 プレミア優勝
- 2008 MJ TOURNAMENT 優勝、A4 RANGE ダブルス 準優勝
- 2008 D-CROWN in ADAJ the FINAL優勝
- 2008 PHOENIX CUP in長崎 プレミア優勝
- 2008 九州プレミアムサーキット 総合ランキング1位
- 2009 Dannoura in YAMAGUCHI プレミア優勝
- 2009 玄武の陣 優勝、プラチナダブルス準優勝
- 2009 第3回日本ソフトダーツ選手権 優勝
- 2009 SDF in仙台 プレミア優勝、ダブルスAA優勝
- 2009 無我 ダブルスMAX 優勝
- 2009 SDF 福島 プレミア優勝
- 2009 九州プロオープン 優勝
- 2010 無我 in横浜 優勝
- 2010 MJ Tournament 10th Anniversary 横浜 ミックスダブルス準優勝
- 2012 SUNDAY ROYAL CLASSICS in静岡 優勝

（特に明記しない限り、戦績はレディースシングルスのものとする）